# Ildefons Civil i Castellví
Ildefons Civil i Castellví, mit bürgerlichem Namen Aleix Civil i Castellví, OSB, (* 11. Januar 1889 in Molins de Rei; † 25. Juli 1936 in Santa Creu d’Olorda (Einsiedelei, administrativ zu Sarrià-Sant Gervasi, Barcelona)) war ein katalanischer Kirchenmusiker und nichtpriesterlicher Benediktinermönch des Klosters Montserrat. Er wirkte dort als Organist des Klosters und Violinlehrer in der Escola de Montserrat. Ildefons Civil wurde im Juli 1936 Opfer der religiösen Verfolgungen zu Beginn des Spanischen Bürgerkrieges. Im Jahr 2013 wurde er als einer von 522 Märtyrern in der sogenannten Beatificació de Tarragona seliggesprochen.

## Leben und Werk
Ildefons Civil trat mit acht Jahren in die Escola de Montserrat ein. Hier zeigte er eine sehr gute Begabung für die Musik und die Geisteswissenschaften. Er studierte zunächst in Barcelona Musik und führte diese Studien von 1906 bis 1911 bei dem belgischen Violinisten und Komponisten Armand Parent an der Schola Cantorum in Paris fort. Er führte die Violinlehrmethode seines Lehrers an der Escola de Montserrat ein. Einer seiner Musikschüler war Gregori Estrada.
Ildefons Civil war Sohn des Musikers Miquel Civil i Bogunyà. Seine Brüder waren der Organist, Pianist, Komponist und Benediktinermönch aus dem Kloster Montserrat Francesc Civil i Castellví sowie der Komponist und Organist Josep Civil i Castellví.